# Olga Borísovna Lepeshínskaya
Olga Borísovna Lepeshínskaya (Perm, Rusia, 18 de agosto de 1871 - Moscú, 2 de octubre de 1963), fue una bióloga soviética y una protegida de Vladímir Lenin, más tarde de Iósif Stalin, Trofim Lysenko y Aleksandr Oparin. Rechazó la genética y fue una defensora de la generación espontánea de la vida a partir de la materia inanimada.

## Biografía
Lepeshínskaya completó su estudio como feldsher, San Petersburgo, en 1887 y practicó en varios lugares en Siberia. En 1898 se unió al Partido Obrero Socialdemócrata ruso y más tarde al Partido Comunista de la Unión Soviética. En 1903, ella y su esposo, el historiador Panteleimón Lepeshinski, abandonaron Rusia y se exiliaron en Suiza durante tres años. En 1915 completó su formación médica en Moscú.
Participó en la Revolución de Octubre. Dio conferencias en la Universidad de Medicina en Moscú hasta 1926, brevemente interrumpida por una estadía en 1919 en la Universidad de Taskent, y luego trabajó en el Instituto de Biología Kliment Timiryázev. En 1941 se convirtió en la directora del Departamento de Materia Viva del Instituto de Biología Experimental de la Academia de Ciencias Médicas de la URSS y siguió en ese puesto durante el resto de su carrera.
Lepeshínskaya trabajó hasta los ochenta años y murió en Moscú a la edad de 92.

## Polémica
En la década de 1920, desacreditó el trabajo de su supervisor, Alexander Gurwitch, que investigó los biofotones y rayos mitogénicos. Ella afirmó que las dosis bajas de luz ultravioleta fueron liberadas por células moribundas que habían sido tratadas con altas dosis de luz UV. Más tarde afirmó que las células podrían propagarse por desintegración en gránulos que podrían generar nuevas formas de células, diferentes de las células parentales. Además, los cristales de materia inorgánica podrían convertirse en células mediante la adición de ácidos nucleicos. Además, ella abrazó la generación espontánea y la presencia de una "sustancia vital". Estas afirmaciones se propagaron como dogma oficial en la Unión Soviética. Una afirmación de que los baños de refresco fomentaron el rejuvenecimiento condujo a una escasez temporal de bicarbonato de sodio. Ella basó su carrera en reclamos para observar la emergencia de novo de las células vivas de materiales no celulares, apoyando tales afirmaciones mediante pruebas fabricadas que fueron "confirmadas" por otros deseosos de avanzar en el sistema científico politizado. En realidad, filmó la muerte y la posterior descomposición de las células, y luego proyectó que estas películas se revertirían.
Del 22 al 24 de mayo de 1950 en el simposio especial Live Matter and Cell Development para la Academia de Ciencias de la URSS y la Academia de Ciencias Médicas de la URSS, que contó con el apoyo de Stalin y presidió Aleksandr Oparin, Lepeshínskaya pronunció el discurso principal y los descubrimientos fueron celebrados como revolucionarios por la audiencia invitada. Recibió el Premio Stalin ese año y sus ideas se convirtieron en instrucción obligatoria en biología. En 1952 tuvo lugar una segunda conferencia para demostrar, utilizando métodos experimentales, que el concepto burgués Virchow de desarrollo celular (solo una célula viva puede producir otra célula) fue reemplazado por una "nueva teoría dialéctico-materialista sobre el origen de todas las células vivas". Si bien su impacto y dominio dogmático tienen un paralelismo con los de Lysenko, sus afirmaciones nunca fueron oficialmente refutadas, sino que simplemente se desvanecieron.
Involucró a su hija Olga y su yerno Vladímir Kryúkov en su trabajo; en contraste, su esposo, Panteleimón Lepeshinski, pensó poco sobre eso. "No la escuches. Es totalmente ignorante de la ciencia y todo lo que ha dicho es una gran cantidad de basura", le dijo a un visitante.